# Spelartrupper i ishockey vid olympiska vinterspelen 1932
Detta är samtliga spelartrupper i ishockey vid olympiska vinterspelen 1932.

## Kanada
William Cockburn 
 Clifford Crowley
 Albert Duncanson
 George Garbutt
 Roy Hinkel
 Vic Lindquist
 Norman Malloy
 Walter Monson
 Kenneth Moore
 Romeo Rivers
 Harold Simpson 
 Hugh Sutherland 
 Stanley Wagner 
 Alston Wise

## USA
Osborne Anderson
 John Bent
 John Chase
 John Cookman
 Douglas Everett
 Franklin Farrel
 Joseph Fitzgerald
 Edwin Frazier
 John Garrison
 Gerard Hallock
 Robert Livingston
 Francis Nelson
 Winthrop Palmer
 Gordon Smith

## Tyskland
Rudi Ball
 Alfred Heinrich
 Erich Herker 
 Gustav Jaenecke
 Werner Korff
 Walter Leinweber
 Erich Römer
 Martin Schröttle
 Marquardt Slevogt
 Georg Strobl

## Polen
Adam Kowalski
 Aleksander Kowalski
 Włodzimierz Krygier
 Witalis Ludwiczak
 Czesław Marchewczyk
 Kazimierz Materski
 Albert Mauer
 Roman Sabiński
 Kazimierz Sokołowski
 Józef Stogowski